# Robert Sycz

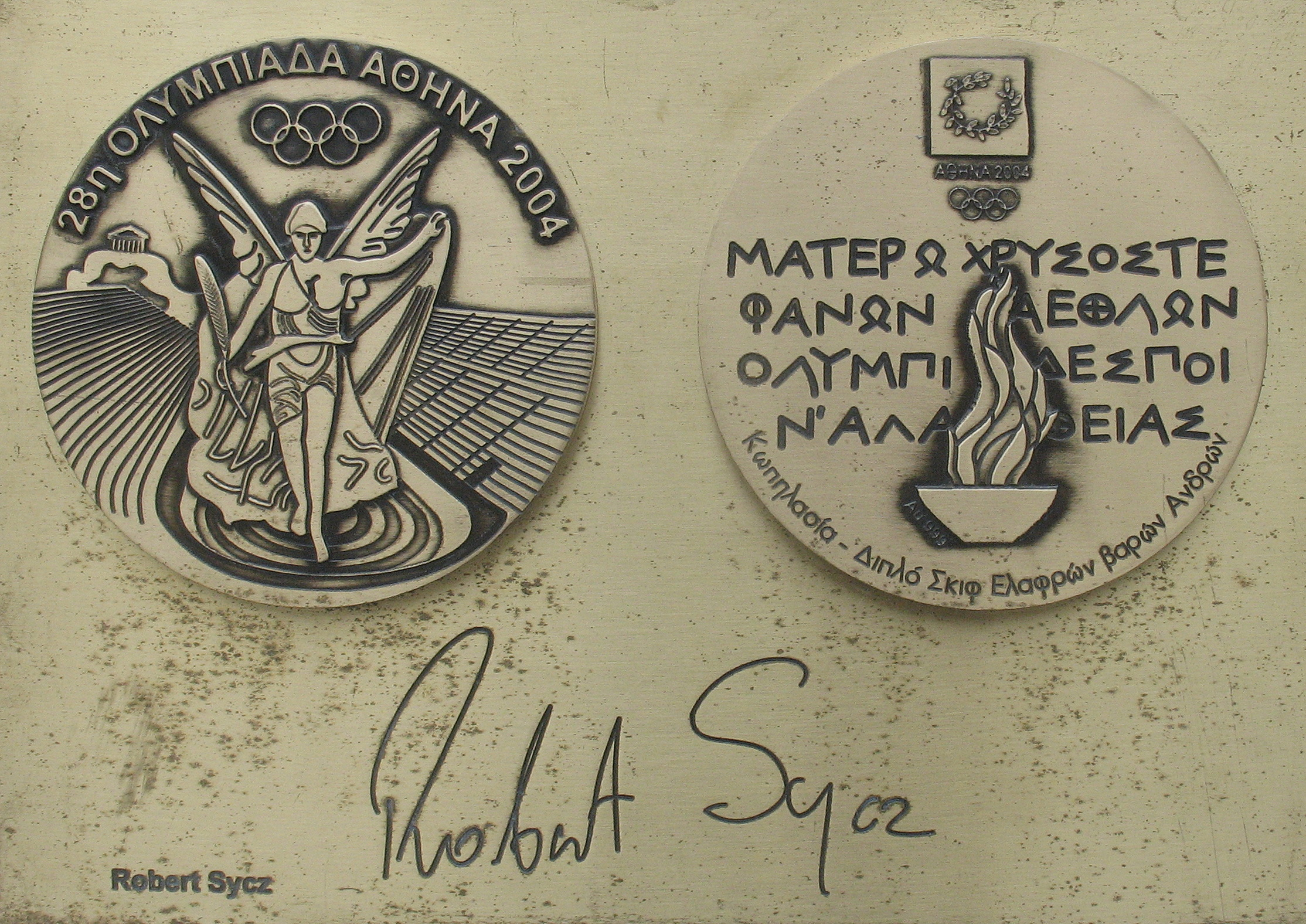
Copie Robert Sycz médaille et autographe Stars Avenue dans le sport Dziwnów

Robert Sycz, né le 15 novembre 1973 à Varsovie, est un rameur polonais, double champion olympique en deux de couple, poids légers.

## Biographie
Il a commencé sa carrière à Varsovie mais a couru principalement pour la section aviron de la RTW de Bydgoszcz. Avec Tomasz Kucharski, ils ont formé une paire qui a glané deux titres olympique (à Sydney en 2000 et à Athènes en 2004) en deux de couple. Ils ont aussi remporté deux médailles d'or (1997, 1998) et trois médailles d'argent (2001, 2002, 2003) aux championnats du monde.
Pour ses performances sportives, il reçoit la croix de Chevalier (2000), puis la Croix d'officier (2004) de l'Ordre Polonia Restituta.

## Palmarès

### Jeux olympiques
en deux de couple - poids légers
- 1996, 7e place (avec Grzegorz Wdowiak)
- 2000 , 1re place (avec Tomasz Kucharski)
- 2004 , 1re place (avec Tomasz Kucharski)

### Championnats du monde
en deux de couple - poids légers
- 1993, 6e place (avec Grzegorz Wdowiak)
- 1994, 7e place (avec Grzegorz Wdowiak)
- 1995, 5e place (avec Grzegorz Wdowiak)
- 1997, , 1re place (avec Tomasz Kucharski)
- 1998, , 1re place (avec Tomasz Kucharski)
- 2001, , 2e place (avec Tomasz Kucharski)
- 2002, , 2e place (avec Tomasz Kucharski)
- 2003, , 2e place (avec Tomasz Kucharski)
- 2005, , 3e place (avec Paweł Rańda)